# Jan Leschly
Jan Leschly (Jutland, 11 settembre 1940) è un ex tennista danese.

## Carriera
Ha ottenuto i suoi migliori risultati poco prima dell'Era Open, vanta infatti una semifinale agli U.S. National Championships 1967 dove venne sconfitto al quinto set da Clark Graebner dopo essere stato in vantaggio per 6-3, 6-3.
Con la Squadra danese di Coppa Davis ha disputato un totale di trentuno incontri vincendone quindici.